# Catastrophe du Renoso
La Catastrophe du Renoso est un accident aérien impliquant un vol charter de la compagnie française Air Nautic, le 29 décembre 1962. L'avion, un Boeing SA-307B-1, s'écrase sur le Monte Renoso en Corse. L’avion transportait 22 passagers et 3 membres d’équipage, faisant ainsi 25 victimes,.
L'avion transportait une délégation féminine et masculine du Basketball Club de Bastia en déplacement pour disputer deux rencontres à Nice.

## Enquête
Le rapport d'enquête souligne plusieurs erreurs de l'équipage. Le manque de préparation du vol, le non-respect de l'altitude de vol prévu et enfin l'état de fatigue du commandant.